# Nina Bonhardová

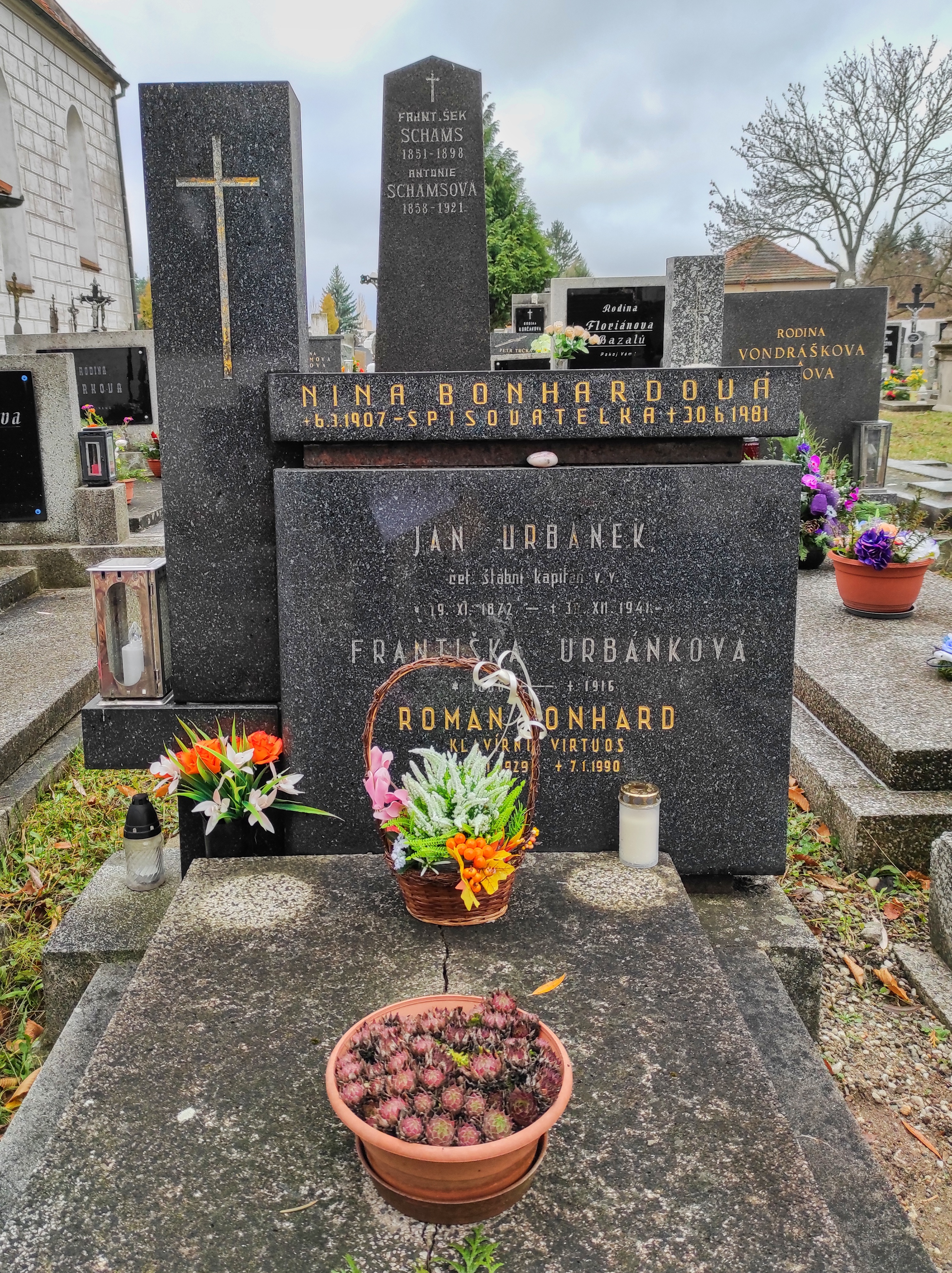
Hrob Niny Bonhardové na hřbitově u sv. Alžběty v Třeboni

Nina Bonhardová, vlastním jménem Anna Urbánková (6. března 1907, Żołynia, Halič, Rakousko-Uhersko, dnes Polsko – 30. června 1981, Praha), byla česká spisovatelka, novinářka a publicistka. Ve své tvorbě se věnovala především historickým námětům. Jejím synem byl klavírista Roman Bonhard (1929–1990).

## Život
Nina Bonhardová se narodila v Żołyni v Haliči, kde byl její otec velitelem vojenské posádky (byl sem přeložen za trest, když ve stávce ve Frýdku odmítl střílet do dělníků). V Haliči také začala chodit do školy. V roce 1919 se její otec stal četnickým důstojníkem v Opavě a Nina Bonhardová zde v letech 1921–1925 vystudovala obchodní akademii. V roce 1926 se provdala a pak v Opavě pracovala jako úřednice pojišťovny. V roce 1940 se přestěhovala do Písku a v roce 1943 do Prahy, kde byla do roku 1945 zaměstnána ve Filmovém archivu. Roku 1946 se stala spoluzakladatelkou časopisu Vlasta, jehož byla poté šéfredaktorkou. Dále působila v redakcích několika časopisů (např. Svět v obrazech), vedla týdeník Praha, pracovala v tiskovém odboru Ústředního národního výboru hl. m. Prahy a později se stala vedoucí propagačního oddělení náborového podniku tohoto úřadu. Od roku 1953 do roku 1962 působila jako účetní Státního nakladatelství technické literatury. Poté se zcela věnovala literární tvorbě a žila střídavě v Praze a v Třeboni, v Tylově domku. A po celé vlasti pořádala literární večery často v klavírním doprovodu svého syna Romana.
Zemřela v Praze a podle svého přání byla pohřbena v Třeboni.
Nina Bonhardová je především autorkou historických románů založených na bohatém ději. Ve svých dílech, orientovaných na nejširší čtenářské vrstvy, zdůrazňovala úlohu lidových mas v dějinách a stala se jimi dovršitelkou tradice české historické prózy v duchu Aloise Jiráska. Svou literární tvorbu začala ve 30. letech psaním povídek, kritik a článků do novin a časopisů (např. do Národní politiky, Národních listů, Venkova, Jihočeské jednoty a do dalších). Její prvotina, básnická próza Písecké vánoce 1940, byla nacistickými okupačními úřady zabavena. Svůj první román Tanec rabů pak vydala v roce 1949.

## Dílo
- Písecké vánoce 1940 (1940), prozaický básnický doprovod ke kresbám malíře Františka Zedníčka, celý náklad byl nacistickými okupačními úřady zabaven.
- Tanec rabů (1949), román, první část autorčina stěžejního díla, trilogie zachycující proměny české společnosti v druhé polovině 16. století. Hlavním hrdinou románu je jihočeský regent a stavitel rybníků Jakub Krčín z Jelčan.
- Selský mor (1957), druhá část autorčiny románové trilogie líčící selské bouře na Třeboňsku a v okolí,
- Polyxena (1959), závěrečná část autorčiny románové trilogie zabývající se rozkolem mezi protestanty a katolíky za vlády císaře Rudolfa II. Z historických osobností zde vystupuje zejména Petr Vok z Rožmberka a Polyxena z Pernštejna.
- Královský úděl (1971), román z doby vlády Přemysla Otakara II z období střetu mezi panovníkem a českou šlechtou, reprezentovanou Závišem z Falkenštejna.
- Františka a čtyřlístek (1974), částečně autobiografický román pro mládež, odehrávající se v Haliči v předvečer a na počátku první světové války.
- Román o Doubravce České a Měškovi Polském (1980), román odehrávající se v Polsku v 10. století, kdy za vlády knížete Měška I. proběhla v Polsku christianizace.
- Pohádky třeboňského kapra (1982), pohádky vytvářejí poetickou vlastivědu jižních Čech.
- Misie (1997), posmrtně vydaný román o působení Konstantina a Metoděje na Velké Moravě. Knihu zrevidoval, doplnil, ediční poznámku a doslov napsal Roman Bonhard.